# Oblast
Oblast je možnost in pravica do ukazovanja drugim ljudem; je tudi oznaka za osebe ali organe, ki so nosilci te možnosti oziroma pravice. Po načelu enotnosti oblasti je v sodobnih državah nosilec oblasti ljudstvo, ki to oblast uveljavlja z volitvami predstavnikov v državne organe.
V teku stoletij se je uveljavilo načelo delitve oblasti na zakonodajno, 
izvršilno in sodno oblast. Na ta način
- parlament ali vladar (zakonodajalec) ne more ne soditi ne preganjati kršitelja zakonov,
- vlada in policija (izvršna oblast) ne more ne izdajati zakonov ne odločati o krivdi osumljenca,
- sodniki (sodna oblast) ne morejo ne izdajati zakonov ne preganjati krivcev.